# Biasini Mari
Biasini Mari, vagy Biasini Mariska, ritkábban Biasini Mária (Kolozsvár, 1866. január 3. – Riederau, 1937. május 12.) magyar portréfestő.

## Életútja
A Kolozsvárra telepedett olasz vívómester, Gaetano Biasini unokája, Biasini Sándor (1836–1915) kereskedő és Szakál Anna (–1876)  lánya volt. Már gyermekkorában megmutatkozott rajztehetsége, így tizennégy éves korától apja Melka Vince cseh származású festővel taníttatta. A festő javaslatára 1881-től három évig a müncheni festőakadémián tanult, mesterei Josef Flüggen, A. Kurz és Ludwig Herterich voltak. Később tanulmányozta Párizs, Róma, Firenze és holland városok képtárait. 1884-ben a budapesti Műcsarnok tavaszi tárlatán négy szénrajzot állított ki. 
1888-tól Münchenben volt állandó műterme, de míg apja élt, gyakran látogatott haza Kolozsvárra. 1902-ben kiállított az Erdélyrészi Szépművészeti Társaság kolozsvári tárlatán. Az osztrák és a magyar főnemesség portréfestőjeként többek között Pozsonyban, Laxenburgban (a császári család nyaralójában), a Württembergi Királyság udvarában, Stuttgartban, Arcóban és magyarországi főúri udvarokban vállalt megbízásokat. Idősebb korában a dél-tiroli Riederauba vonult vissza, ahol barátnőjével, Renz Anna festővel dolgozott.
Halála után hamvait nővére hazaszállíttatta Kolozsvárra, a Házsongárdi temető Biasini-kriptájába.

## Portréi
- Stefánia belga királyi hercegnő lánya, Habsburg–Lotaringiai Erzsébet Mária főhercegnő (1889)
- Habsburg–Tescheni Frigyes főherceg családja (1889)
- Szász–Coburg–Gotha-i Beatrix brit királyi hercegnő, a spanyol királyné anyja (1889)
- Stefánia belga királyi hercegnő (1889)
- Mária Terézia, Károly Lajos osztrák főherceg felesége (1891)
- Agenor Maria Gołuchowski külügyminiszter felesége és kisfia (1895)
- Jósika Sámuel báró (1898)
- Biasini Sándor (1903)
- Habsburg–Tescheni Albert Ferenc főherceg
- Chotek Zsófia grófnő
- Özv. Török Imréné, Kibédi Biasini Anna (nővére)

## Képek

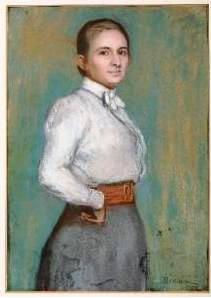
Hölgyportré, 1899
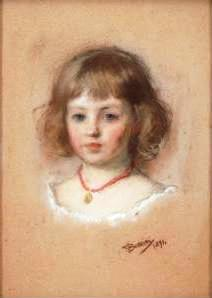
Kislányportré, 1891
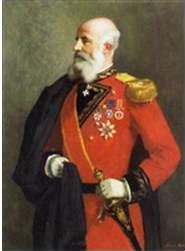
Sabrau herceg portréja